# 徐超斌
徐超斌（排灣語：Djaikung Luveljeng，戴恭.露柏冷，1967年5月13日—），又名超人醫生，臺灣台北醫學院（現為台北醫學大學）醫學系畢業，台灣排灣族的醫生。在台東縣達仁鄉被譽為「台灣史懷哲」。
愛，不是我們要去的方向，而是我們出發的地方——徐超斌

## 生平
徐超斌，是台東達仁鄉土坂部落排灣族人，他的行醫之路與兩個人有關——二妹和外婆。二妹4歲時因感染麻疹併發肺炎送醫不及而夭折，當時他才7歲，望著悲傷的父親，暗暗對著黑夜發誓：「將來我要當醫生，不讓病人在送醫途中枉死」。 
外婆則是部落知名巫醫，徐超斌童年常跟她出診，看到她「作法」讓奄奄一息的病人好轉，感受到生命奧妙。「雖然外婆的傳統醫療和現代醫療很不同，卻能安撫人心，贏得信任尊敬，她教導我的是看病的精神」
徐超斌，有感於台東縣南迴公路沿線4鄉全長118公里，卻因沒有一家救命醫院，讓鄉內重症病患無法及時送醫而喪失寶貴生命，對於城鄉醫療資源分配不均，2012年開始為鄉民請命，希望催生南迴醫院
。並籌設南迴醫院以改善偏鄉原住民醫療環境。
- 2012年榮獲周大觀文教基金會所頒發「熱愛生命獎章」。
- 2012年新竹市立竹光國中707班經過票選，班名「徐超斌班」。
- 2020年9月 榮獲1111人力銀行所頒發2020年「最感人工作貢獻獎」。

## 經歷
- 1987年 進入臺北醫學院醫學系就讀。
- 1994年 從臺北醫學院(現為臺北醫學大學)畢業。
- 1996年 進入臺南奇美醫院急診室擔任住院醫師。
- 1999年 升任臺南奇美醫院急診科總住院醫師。
- 2000年12月 升任臺南奇美醫院急診科主治醫師。
- 2002年6月 擔任臺東達仁鄉衛生所醫師兼主任。
- 2006年3月 24小時大武急救站成立。
- 2006年9月18日 在大武急救站因過勞而腦中風導致左半身癱瘓。
- 2007年 經過半年復健後，他重返臺東達仁鄉衛生所，擔任醫師兼主任。
- 2010年11月26日 創立社團法人臺東縣南迴健康促進關懷服務協會。
- 2012年 發起籌設南迴醫院，並成立基金會籌備處。
- 2017年 任衛福部立臺東醫院急診科主治醫師。
- 2019年3月12日 醫療財團法人南迴基金會立案通過，擔任第一屆董事兼任執行長。
- 2019年12月 發現自己聽力減弱，還有鼻衄血，經檢查意外確診罹鼻咽後壁惡性腫瘤。
- 2020年2月 向醫院請三個月的假，低調前往台東馬偕醫院開始為期七週的抗癌之旅，接受放射與化學治療。

## 著作
- 《守護4141個心跳》，徐超斌，寶瓶文化，ISBN 9789866745942，2009年12月31日

## 外部連結
- 徐超斌 臉書 （页面存档备份，存于）
- 醫療財團法人南迴基金會 官方網站 （页面存档备份，存于）
- 醫療財團法人南迴基金會 粉絲專頁
- 徐超斌醫師 粉絲專頁
- 社團法人台東縣南迴健康促進關懷服務協會 官方網站 （页面存档备份，存于）